# Werner Bürgler
Werner Bürgler (* 1. Juli 1960 in Lienz) ist ein ehemaliger österreichischer Fußballspieler und nunmehriger -trainer.

## Karriere

### Als Spieler
Bürgler spielte bis 1982 beim SV Rapid Lienz. Zur Saison 1982/83 wechselte er zum Bundesligisten SK Austria Klagenfurt. Sein Debüt in der 1. Division gab er im Oktober 1982, als er am neunten Spieltag jener Saison gegen den SK VOEST Linz in der Startelf stand und in der Halbzeitpause durch Werner Oberrisser ersetzt wurde. In drei Spielzeiten bei der Klagenfurter Austria kam er zu 65 Einsätzen in der höchsten Spielklasse.
Zur Saison 1985/86 schloss er sich dem Ligakonkurrenten VOEST Linz an. Für die Oberösterreicher absolvierte er in zwei Jahren 25 Spiele in der 1. Division. Zur Saison 1987/88 wechselte er zum Zweitligisten SV Austria Salzburg. Nach einer Spielzeit bei Austria Salzburg kehrte Bürgler zum inzwischen ebenfalls nur noch zweitklassigen SK VOEST zurück. Zur Saison 1989/90 wechselte er zum Ligakonkurrenten SV Spittal/Drau.
Nach drei Spielzeiten bei Spittal schloss er sich zur Saison 1992/93 dem Landesligisten Friesacher AC an. Im Jänner 1994 wechselte er zum VST Völkermarkt. Von 1994 bis 1997 spielte er beim SC Ebental. In der Saison 1997/98 war er für den GSC Liebenfels aktiv. Zur Saison 1998/99 wechselte er zum ASKÖ Irschen. In der Saison 1999/2000 spielte er beim FC St. Veit, ehe er nach Irschen zurückkehrte. Zur Saison 2001/02 wechselte Bürgler zum Klagenfurter AC, bei dem er später auch seine Karriere beendete.

### Als Trainer
Bürgler fungierte ab Jänner 2004 als Co-Trainer beim Bundesligisten FC Kärnten. Mit den Kärntnern stieg er am Ende der Saison 2003/04 in die zweite Liga ab. Im September 2007 verließ er den Verein. Später trainierte er noch einige Jugendmannschaften in LAZs des Kärntner Verbandes.

## Persönliches
Sein Sohn Stephan (* 1987) ist ebenfalls Fußballspieler.